# Коммерческий банк
Комме́рческий банк (офиц. — банк второго уровня) — кредитная организация, осуществляющая банковские операции для юридических и физических лиц (расчётные, платёжные операции, привлечение вкладов, предоставление ссуд, а также операции на рынке ценных бумаг и посреднические операции).

## История
Первым известным в мире коммерческим банком был банк Св. Георгия в Генуе, открытый в 1407 году. Старейшим в мире банком, действующим до сих пор, является итальянский банк Монте дей Паски ди Сиена, который существует с 1472 года. В Италии в 1460-ч годах возникли так называемые montes pietatis — специализированные учреждения, которые собирали пожертвования и выдавали мелкие ссуды нуждающимся под проценты, которых должно было хватить лишь на покрытие собственных расходов.

### Коммерческие банки в России
Первым частным акционерным коммерческим банком в России стал Санкт-Петербургский частный коммерческий банк, устав которого был утверждён Александром II 28 июля (9 августа) 1864 года. В 1866 году был образован Московский купеческий банк, в 1869 — Санкт-Петербургский международный коммерческий, в 1870 — Волжско-Камский, в 1871 — Азовско-Донской и Русский для внешней торговли, в 1872 — Сибирский торговый и Орловский коммерческий банки. Стимулятором банковского развития в России были экономический подъём 1890-х годов и денежная реформа 1897 года. К 1917 году количество российских коммерческих банков исчислялось десятками, а общее количество их отделений — сотнями (один только Русско-Азиатский банк имел 107 отделений в России и за рубежом). Все российские частные банки были ликвидированы (национализированы) присоединением к Государственному банку декретом ВЦИК от 14 [27] декабря 1917 года. Декретом Совнаркома от 23 января [5 февраля] 1918 года акционерные капиталы частных банков были конфискованы в пользу Государственного банка Российской Республики.
Российский коммерческий банк учредили в конце 1922 года. Акционерный капитал банка составил 5,4 миллиона долларов США. На 1 апреля 1924 года кредиты, предоставляемые экспортно-импортным организациям, составили 17 % от общей суммы кредитов, которые выдавал банк.

### Коммерческие банки во Франции

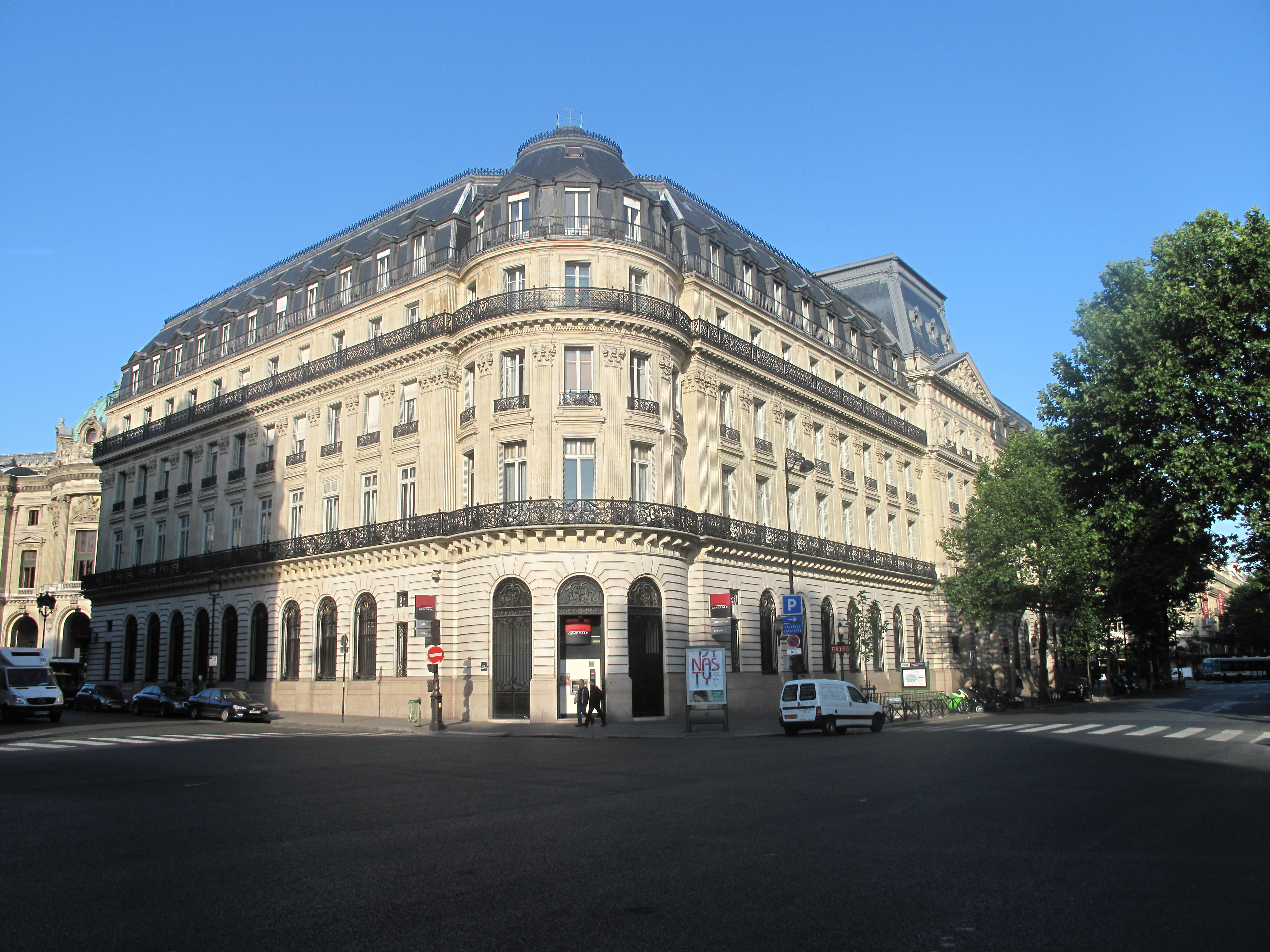
Здание Сосьете Женераль в Париже

Коммерческий банк Франции Сосьете Женераль (фр. Société Générale pour favoriser le développement du commerce et de l’industrie en France) был основан 4 мая 1864 года. Вначале он относился к смешанному типу банков, выполняя и краткосрочные депозитно-ссудные операции и средне- и долгосрочные инвестиционные операции. 2 декабря 1945 года банк был национализирован. В 1973 году у этого банка появилось представительство в Москве. После 1983 года его название было сокращено до Société Générale. В конце 1984 года сумма баланса банка составила 835,7 миллиарда франков.
В 1986 году этот банк был на третьем месте среди банков Франции, на территории страны у него было 2600 отделений, а филиалы и представительства были в 50 странах мира. По состоянию на 1988 год этот банк — член многонациональной банковской группировки ЭБИК.

### Коммерческие банки в Бельгии
В Бельгии в 1822 году был создан банк Сосьете Женераль де Бельжик. В 1827 году основан Банк д’Анвер. Сосьете Бельж де банк был создан в 1935 году. В результате слияния этих трёх банков был создан Женераль де банк в 1965 году. По состоянию на 1988 год банк предоставлял краткосрочные кредиты, долгосрочные кредиты, осуществлял операции с государственными ценными бумагами и недвижимостью. В Бельгии у банка было 1180 отделений, 6 отделений и 8 представительств в других странах, в том числе и в Москве. В 1999 году банк поглощён группой Fortis, затем продан BNP Paribas. В 2009 году основан банк BNP Paribas Fortis.

### Коммерческие банки в Скандинавии

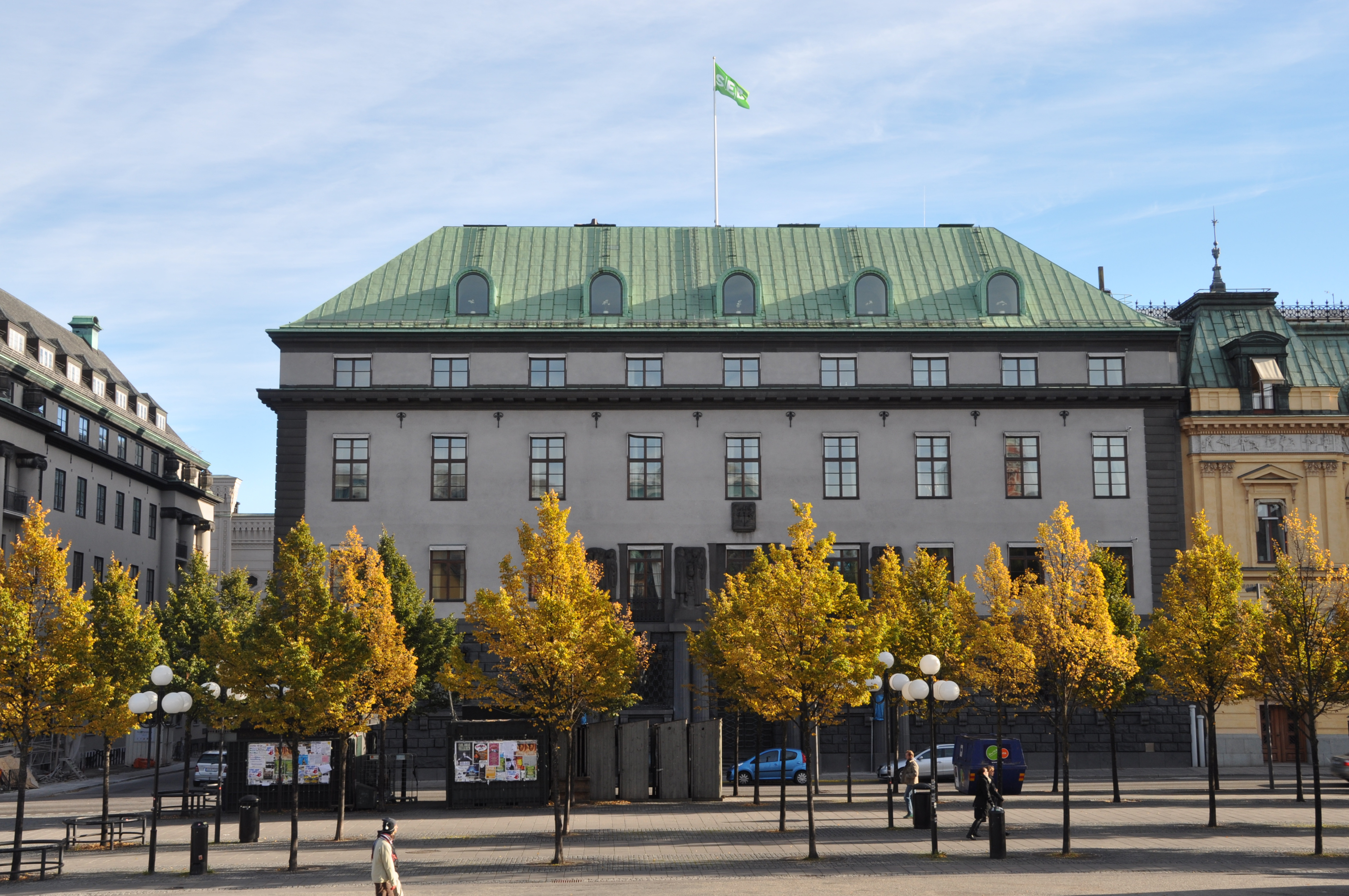
Skandinaviska Enskilda Banken

В 1856 году был основан Стокгольмс эншильда банк, в 1864 году — Скандинависка банкен. В 1972 году состоялось слияние этих двух банков и был образован Скандинависка Эншильда банкен (англ. Scandinaviska enskilda banken). На конец 1980-х годов является одним из крупнейших коммерческих банков на территории Скандинавии с 348 отделениями на территории страны.
Функции коммерческого банка до начала XX века выполнял Шведский государственный банк, который был основан в 1668 году.

### Коммерческие банки в Швейцарии
В конце 1980-х годов в Швейцарии самыми большими коммерческими банками были: Швайцерише Банкгезельшафт, Швайцерише Кредитанштальт и Швайцеришер Банкферайн.
Швайцерише Банкгезельшафт был основан в 1912 году. В конце 1980-х годов активно проводил операции с ценными бумагами, валютой, золотом, выполнял доверительные операции. На конец 1986 года у банка была сеть из 285 отделений и агентств в Швейцарии. 9 отделений работало в Лондоне, на Каймановых островах, Нью-Йорке, Лос-Анджелесе, Чикаго, Токио. У банка есть 13 дочерних обществ и 21 представительство. На конец 1986 года сумма баланса банка составляет 152 миллиарда швейцарских франков.
Швайцерише Кредитанштальт был основан в 1855 году. Занимался всеми видами деятельности, которые осуществляют коммерческие банки. У банка 285 отделений, агентств, филиалов в Швейцарии на конец 1980-х годов. Сумма баланса банка на конец 1986 года составляет 103,7 миллиарда швейцарских франков.
Швайцеришер Банкферайн был основан в 1872 году в городе Базеле. Вначале он носил название Базлер банкферайн. Он сформировался благодаря многим слияниям. В 1895 году получил название Швайцеришер Банкферайн. Банк выполняет операции с ценными бумагами, золотом и валютой. У банка есть сеть, в состав которой входит 216 агентств и отделений на территории Швейцарии. У банка есть 14 отделений в Чикаго, Лондоне, Сан-Франциско, Нью-Йорке, Сингапуре, на Каймановых островах. На конец 1986 году сумма баланса банка составила 137,8 миллиардов швейцарских франков.

## Особенности деятельности
Процентные ставки по выданным кредитам выше процентных ставок по вкладам. Разница между этими показателями является банковской прибылью — маржой.
Определение «коммерческий» в отношении банка условно, это означает, что главной целью деятельности организации является получение прибыли. В то же время существуют банки, специализирующиеся более глубоко на отдельных банковских услугах.
К банковским услугам коммерческих банков относятся, в частности, следующие:
- кредитование юридических и физических лиц в наличной и документарной форме;
- валютные операции (только уполномоченные банки);
- операции с драгоценными металлами;
- операции на фондовом рынке и Forex;
- ведение расчётных счётов хозяйствующих экономических субъектов;
- обмен испорченных (рваных, обожжённых, постиранных и т. п.) купюр на неиспорченные;
- ипотека;
- автокредитование.